# 목도리티티
목도리티티(Cheracebus torquatus)는 신세계원숭이에 속하는 티티원숭이의 일종이다. 남아메리카의 브라질과 콜롬비아에서 발견된다.

## 분류학
1980년대 말, 칼리케부스속은 허쉬코비츠의 3종 개념에서 13종의 신열대구 종으로 수정되었으며, 목도리티티(Callicebus torquatus)는 4종의 아종을 가졌다. 2001년, 콜린 그로브스는 아종 중 하나인 콜롬비아검은손티티(C. t. medemi)를 별도의 종(Callicebus medemi)으로 승격시켰고, 1년 후 반 루스말렌 등은 나머지 아종을 종으로 승격시켰다. 이러한 마지막 변경은 이를 뒷받침할 만한 근거가 거의 없었으며, 크래크래프트(Cracraft)의 소위 계통발생학적 종 개념이 점차 널리 사용되면서 영향을 받은 것으로 보인다. 이 개념은 종을 "부모의 조상 및 혈통 패턴을 가진, 진단 가능한 가장 작은 개체군"으로 정의하고자 한다.
이 종 복합체는 2016년에 케라케부스속(Cheracebus)으로 업데이트되었다. 최근 브라질에서 검은티티의 이배체 수가 16으로 발견되었는데, 이는 (이전에 알려진 또 다른 미확인 목도리티티 개체군의 2n=20과 함께) 이 복합체에 최소한 두 종이 있다는 것을 시사한다. 하지만 루시퍼티티나 콜롬비아검은손티티가 이 복합체의 좋은 종이었는지는 의심스러웠다. 그러나 2020년 연구에서는 이들이 목도리티티와는 다른 종이라는 것이 증명되었다. 그러나 같은 연구에서 이전에는 브라질 고유종으로 여겨졌던 리오푸루스티티(C. purinus)가 목도리티티와 동일 종임을 발견했으며, 목도리티티의 기준 서식지와 표본은 리오푸루스티티에 속하는 개체군에서 유래했다. 따라서 리오푸루스티티(C. purinus)는 목도리티티의 이명으로 분류되었다. 미국포유류학회, IUCN 적색 목록, ITIS는 이러한 이명 분류를 따른다.

## 특징
성체 5마리의 평균 몸무게는 1,462g(범위는 1,410~1,722g)이었고, 머리부터 몸통까지의 길이는 약 290~390mm, 꼬리까지의 길이는 약 350~400mm였다.  얼굴에는 털이 거의 없고, 검은 피부 위에 희고 짧은 흰 털이 드문드문 나 있다. 성적 이형성은 없지만, 수컷의 송곳니가 암컷보다 약간 길다. 이 종은 영장류에서 알려진 가장 작은 핵형인 2n=16을 가지고 있는데, 이는 최근 본비치노 등이 기술한 것이다.
털은 일반적으로 균일하게 적갈색 또는 흑갈색이다. 꼬리는 검은색이고 약간의 붉은색 털이 섞여 있으며 손과 발은 흰색 또는 짙은 갈색이다. 이 털은 모든 아종에서 가슴에서 위로 뻗어 목을 따라 귀까지 이어지는 흰색 띠와 대조를 이룬다. 귀까지의 털은 약하며, 귀 밑부분까지 흰색 털이 뻗어 있는 다른 케라케부스속 종과는 다르다.

## 지리적 분포 및 서식지
목도리티티는 브라질에만 분포하는 것으로 간주되지만, 인접한 콜롬비아까지 분포할 가능성도 있다. 남쪽으로는 타파우아강 또는 파우이니강까지, 서쪽으로는 아파포리스강과 바우페스강까지, 북쪽으로는 우아우페스강과 네그로강까지, 그리고 동쪽으로는 마나카푸루 마을까지 분포한다. 만약 콜롬비아까지 분포한다면, 분포 범위가 겹치는 곳에서 검은티티와 교잡될 가능성이 있다.
목도리티티는 대개 땅 위에 덮인 폐쇄된 캐노피가 있는 잘 발달된 키 큰 숲에서 가장 자주 발견되지만, 항상 그런 것은 아니다. 이 종은 넓은 바르제아 숲에도 들어가는데, 특히 숲이 키가 크고 잘 발달되어 있다면 더욱 그렇다. 이러한 바르제아 숲은 구릿빛티티의 서식지 필요성과 대조되는데, 구리빛티티 역시 바르제아 숲에서 생활하며 더 흔하게 이용한다. 그러나 구리빛티티는 키가 작고 덩굴로 뒤덮인 "열악한" 숲에서 생존하며, 이러한 숲에서는 목도리티티가 거의 발견되지 않는다.

## 보전 상태
목도리티티는 멸종 위기종으로 간주되지 않지만, 많은 식민지 주민이 있는 지역에서는 삼림 벌채로 인해 사라지는 경향이 있다. 목도리티티는 토착민들이 흔히 사냥하여 먹거나, 대형 육식동물 사냥이나 낚시 미끼로 사용된다. 그러나 삼림에서 고기가 풍부한 지역에서는 토착민 거주지 근처에서 흔히 발견된다. IUCN 적색 목록에서 관심대상종(이전 명칭: LR)으로 분류된다.